# کو چیا ین
کو چیا ین (چینی: 柯佳嬿; Pe̍h-ōe-jī: Koa Ka-iàn؛ زادهٔ ۱۰ ژانویه ۱۹۸۵) همچنین با نام آلیس کو (انگلیسی: Alice Ko) نیز شناخته می‌شود، بازیگر تایوانی است. او به خاطر ایفای نقش در روزی یا یک روز (۲۰۱۹) شناخته می‌شود.